# Cornops brevipenne
Cornops brevipenne är en insektsart som beskrevs av Roberts och Frédéric Carbonell 1979. Cornops brevipenne ingår i släktet Cornops och familjen gräshoppor. Inga underarter finns listade i Catalogue of Life.